# ケンダル・ワストン
ケンダル・ハマール・ワストン・マンレイ（Kendall Jamaal Waston Manley、1988年1月1日 - ）は、コスタリカ・サンホセ出身のプロサッカー選手。コスタリカ代表。デポルティーボ・サプリサ所属。ポジションは、ディフェンダー。

## 経歴

### クラブ
2006年、デポルティーボ・サプリサでプロデビュー。
2014年8月、バンクーバー・ホワイトキャップスに移籍。レギュラーシーズン最終節で初ゴールを挙げ、4シーズン振りとなるプレーオフ進出に貢献した。

### 代表
2007年、FIFA U-20ワールドカップに参加した。
2013年5月のカナダ戦でA代表初キャップ。
2017年8月の2018 FIFAワールドカップ・北中米カリブ海5次予選・ホンジュラス戦で95分に同点ゴールを挙げ、ワールドカップ出場権獲得に貢献した。

## 代表歴

### 出場大会
- コスタリカ代表
  - 2018 FIFAワールドカップ
  - 2022 FIFAワールドカップ

### 試合数
- 国際Aマッチ 74試合 10得点（2013年-2023年）[6]

| コスタリカ代表 | 国際Aマッチ | 国際Aマッチ |
| 年             | 出場        | 得点        |
| -------------- | ----------- | ----------- |
| 2013           | 2           | 0           |
| 2014           | 0           | 0           |
| 2015           | 3           | 1           |
| 2016           | 10          | 0           |
| 2017           | 9           | 2           |
| 2018           | 7           | 4           |
| 2019           | 11          | 0           |
| 2020           | 1           | 0           |
| 2021           | 10          | 0           |
| 2022           | 13          | 2           |
| 2023           | 8           | 1           |
| 通算           | 74          | 10          |

### 得点
| No | 開催日         | 開催地               | 対戦国       | スコア | 結果 | 試合概要                    |
| -- | -------------- | -------------------- | ------------ | ------ | ---- | --------------------------- |
| 1. | 2015年12月15日 | リベリア             | ニカラグア   | 1–0    | 1–0  | 親善試合                    |
| 2. | 2017年3月28日  | サン・ペドロ・スーラ | ホンジュラス | 1–1    | 1–1  | 2018 FIFAワールドカップ予選 |
| 3. | 2017年10月17日 | サンホセ             | ホンジュラス | 1–1    | 1–1  | 2018 FIFAワールドカップ予選 |
| 4. | 2018年6月27日  | ニジニ・ノヴゴロド   | スイス       | 1–1    | 2–2  | 2018 FIFAワールドカップ     |
| 5. | 2018年10月16日 | ハリソン             | コロンビア   | 1–1    | 1–3  | 親善試合                    |
| 6. | 2018年11月16日 | ランカグア           | チリ         | 1–0    | 3–2  | 親善試合                    |
| 7. | 2018年11月16日 | ランカグア           | チリ         | 2–0    | 3–2  | 親善試合                    |

## タイトル
サプリサ
- プリメーラ・ディビシオン: ベラノ 2014
- トルネオ・デ・コパ・デ・コスタリカ : 2013

バンクーバー
- カナディアン・チャンピオンシップ: 2015

個人
- MLSベストイレブン: 2015